# Crataegus enderbyensis
Crataegus enderbyensis — вид квіткових рослин із родини трояндових (Rosaceae).

## Біоморфологічна характеристика
Це кущ або дерево 50–60 дм заввишки. 1-річні гілочки пурпурно-коричневі, старші темно-сірі; колючки на гілочках вигнуті, міцні, 2.5 см. Листки: ніжки листків 1–2 см, голі; листові пластини яйцювато-ромбічні, 4–8 см, основа від широко клиноподібної до закругленої, частки по 3 з боків, верхівки часток загострені, краї дрібно зубчасті, нижні поверхні голі однак жилки волосисті, верх притиснено-волосистий. Суцвіття 12–25-квіткові. Квітки 15 мм у діаметрі; гіпантій голий чи запушений; чашолистки чашолистки вузько трикутні, 5–7 мм; тичинок 10; пиляки кремові. Яблука кремові молодими (середина серпня), стають лососевими, потім червоними (кінець серпня), пурпурні зрілими (вересень), еліпсоїдно-урноподібні, 8–10 мм у діаметрі, голі. 2n = 68. Період цвітіння: травень; період плодоношення: вересень і жовтень.

## Ареал
Ендемік Британської Колумбії, Канада.
Населяє чагарники, природні живоплоти, на мезичних ділянках; на висотах 300–400 метрів.